# リチャード・ミグリオーレ
リチャード・ミグリオーレ（Richard Migliore、1964年3月14日 - ）は、ロサンゼルス地区を拠点とする騎手である。アメリカ合衆国ニューヨーク市ブルックリン出身で、現在はロサンゼルス郊外のアーケイディアに在住。既婚者で子どもが4人いる。

## 来歴
幼少期はニューヨーク州ロングアイランドで過ごしていた。
1980年、騎手となり、9月に初騎乗する。
1981年、見習騎手チャンピオンとなり、エクリプス賞を受賞。この年初開催のGIジャパンカップにザベリワンの騎手として初来日をする。17歳8ヶ月でのジャパンカップ騎乗は史上最年少である。1番人気に支持されたが3着だった。
1984年、メドウランズカップをワイルドアゲインに騎乗して制し、G1初勝利を挙げる。
1988年、落馬の際に首に重傷を負い、その後復帰する。
2002年、11月にジャパンカップダートに出走するアブリーズに騎乗するために2度目の来日、10番人気で12着だった。
2005年、通算4000勝を達成する。
2006年、秋にニューヨーク地区からロサンゼルス地区へ移籍する。
2007年、11月に第8回ジャパンカップダートに出走するスチューデントカウンシルに騎乗するために3度目の来日を果たし、レースに挑むが8着。12月5日にはインターナショナルジョッキーズチャンピオンシップに出場したが10位だった。

## 主な騎乗馬
- スチューデントカウンシル / Student Council（2007年 パシフィッククラシックステークス）

## 年度別成績表
- 中央競馬

| 年              | 騎乗数   | 勝利     | 勝利     | 勝率     | 連対率   | 獲得賞金 |
| 年              | 騎乗数   | 勝数     | 順位     | 勝率     | 連対率   | 獲得賞金 |
| --------------- | -------- | -------- | -------- | -------- | -------- | -------- |
| 2002年          | 1        | 0勝      | 202位    | .000     | .000     | 0        |
| 2003年～ 2006年 | 騎乗なし | 騎乗なし | 騎乗なし | 騎乗なし | 騎乗なし | 騎乗なし |
| 通算            | 1        | 0勝      | -        | .000     | .000     | 0        |

※金額の単位は円。

## エピソード
- 1988年に落馬して首に重傷を負ったときは、医師から「もう歩けない」と告げられ引退も考えられたが、見事復活を果たした。